# Eric Pierpoint

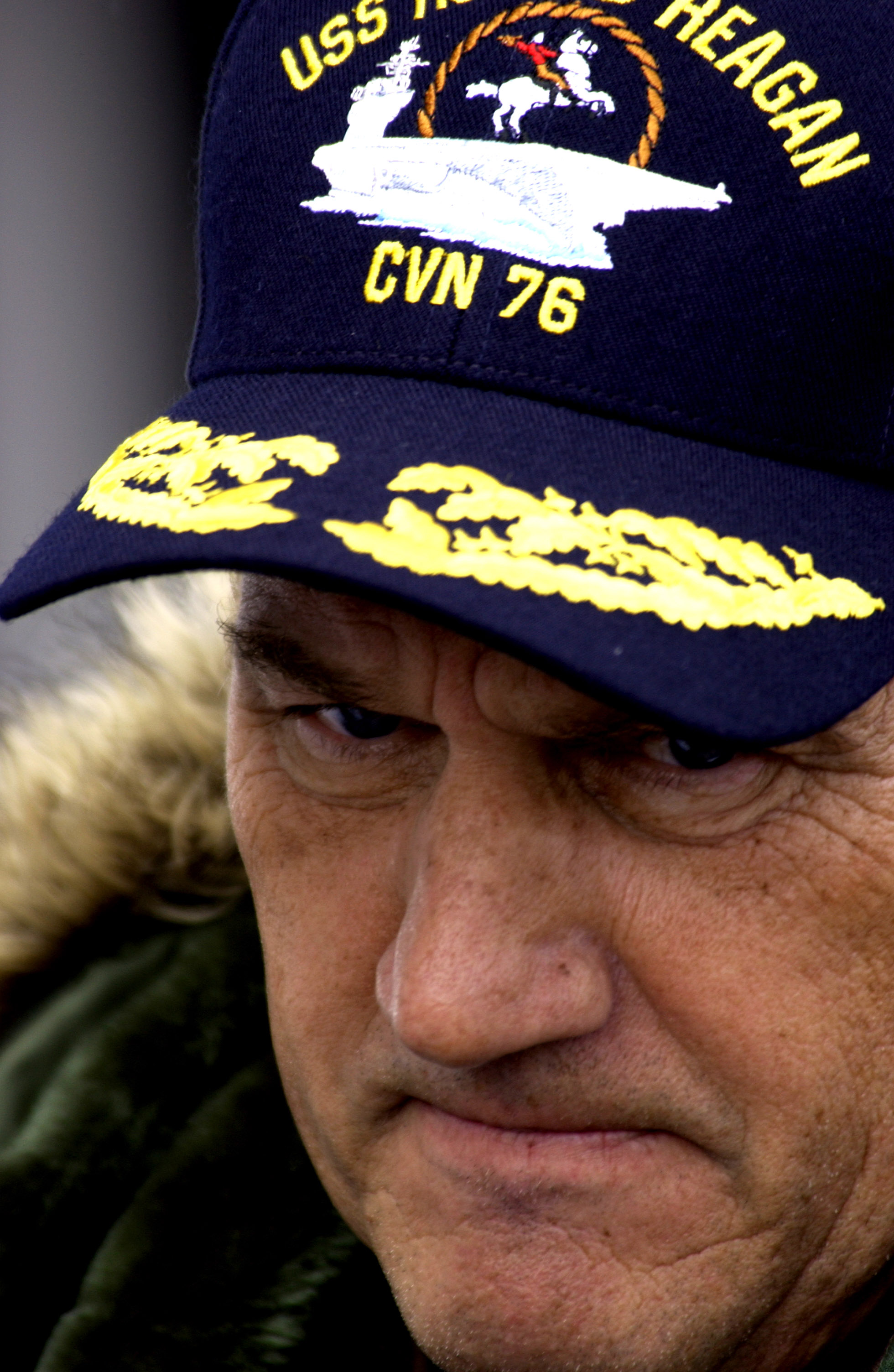
Eric Pierpoint in de televisieserie Surface
op de USS Ronald Reagan in 2005

Eric Pierpoint (Redlands (Californië), 18 november 1950) is een Amerikaans acteur.

## Biografie
Pierpoint is een zoon van de gepensioneerde correspondent van CBS News Robert Pierpoint. Hij werd geboren in Redlands (Californië) maar groeide op in Washington D.C.. Pierpoint doorliep zijn high school aan de Walt Whitman High School in Bethesda (Maryland). Op de school was hij lid van het voetbalteam, tennisteam en worstelteam en leerde hier zijn toekomstige vrouw Linda kennen. Na deze school ging hij drama studeren aan de Katholieke Universiteit van Amerika in Washington D.C. en haalde zijn master. Hierna vergezelde hij voor een jaar de National Players Touring Company en speelde klassieke theater stukken in het hele land. Na het theaterhoofdstuk ging hij weer studeren aan de University of Redlands in Redlands (Californië) en haalde daar zijn Bachelor of Arts in filosofie. Op de universiteit was hij ook aanvoerder van het voetbalteam. In het jaar 1980 verhuisde hij naar New York om zich te gaan richten op het acteren, in 1984 verhuisde hij naar Los Angeles.
Pierpoint begon in 1984 met acteren in de film Windy City. Hierna heeft hij nog meerdere rollen gespeeld in films en televisieseries, zoals Hill Street Blues (1985-1986), Fame (1986-1987), Alien Nation (1989-1990), Liar Liar (1997), Silk Stalkings (1994-1998), Star Trek: Enterprise (2002-2005), Transformers: Revenge of the Fallen (2009) en Chemistry (2011).
Pierpoint is ook actief in het theater, zo speelde hij in 2002 zijn rol als King Edward in het toneelstuk The Tragedy of Richard the Third in Los Angeles. Verder speelde hij rollen in toneelstukken als Harm's Way, Dangerous Corner, A Streetcar Named Desire, Macbeth en Sly Fox.

## Filmografie

### Films
Uitgezonderd korte films.
- 2024 The Bad Guardian - als Jason Davis
- 2022 I Am Gitmo - als John Anderson
- 2016 Four Stars - als admiraal Hank Crawford
- 2011 Donner Pass – als George Donner
- 2011 Phil Cobb's Dinner for Four – als Phil Cobb
- 2010 Sex Tax: Based on a True Story – als congreslid Hayden
- 2010 Meet My Mom – als Terry
- 2010 The Palace of Light – als Frank Druffel
- 2010 Nothing Special – als Alan
- 2009 Transformers: Revenge of the Fallen – als NSA officier
- 2008 Solar Flare – als senator Melchard
- 2008 McBride: Requiem – als senator David Fletcher
- 2007 Murder 101: If Wishes Were Horses – als kapitein Raymond Cain
- 2007 TV Virus – als Rett
- 2006 Four Weeks, Four Hours – als Larry
- 2005 The World's Fastest Indian – als Earl
- 2004 Eulogy – als mr. Carmichael
- 2003 Holes – als Sheriff
- 2003 The Movie Hero – als vader van Blake
- 2003 Remembering Charlie – als ??
- 1997 Steel – als majoor
- 1997 Alien Nation: The Udara Legacy – als George Francisco
- 1997 Liar Liar – als Richard Cole
- 1996 Little Witches – als sheriff Gordon
- 1996 Alien Nation: The Enemy Within – als George Francisco
- 1996 Driven – als Hal
- 1996 Where Truth Lies – als Joe McNamara
- 1996 Alien Nation: Millennium – als George Francisco
- 1995 Alien Nation: Body and Soul – als George Francisco
- 1995 Midnight Man – als Paddy White
- 1995 The Stranger – als sheriff Gordon Cole
- 1994 Alien Nation: Dark Horizon – als George Francisco
- 1994 Children of the Dark – als dr. David Tanner
- 1993 Sex, Love and Cold Hard Cash – als Andy
- 1992 Forever Young – als Fred
- 1986 Invaders from Mars – als sergeant majoor Rinaldi
- 1984 Windy City – als Pete

### Televisieseries
Uitgezonderd eenmalige gastrollen.
- 2022 - 2024 9-1-1: Lone Star - als chief Bowman - 2 afl.
- 2011 - 2015 Hart of Dixie - als Harold Tucker - 7 afl.
- 2014 Farmed and Dangerous - als Mick Mitcherson - 4 afl.
- 2011 Chemistry – als Arthur – 10 afl.
- 2011 - 2012 Parks and Recreation – als chief Trumple – 3 afl.
- 2007 Big Love – als Larry Schoenfeld – 2 afl.
- 2005 Star Trek: Enterprise – als Harris – 4 afl.
- 2003 Mister Sterling – als Chuck Stanley – 2 afl.
- 1994 – 1998 Silk Stalkings – als Eric Russell – 8 afl.
- 1991 WIOU – als Marc Adamson – 4 afl.
- 1989 – 1990 Alien Nation – als George Francisco – 22 afl.
- 1986 – 1987 Fame – als Paul Seeger – 24 afl.
- 1985 – 1986 Hill Street Blues – als Tom Hopper – 3 afl.
- 1984 Hot Pursuit – als Jim Wyler – 3 afl.

- Biblioteca Nacional de España: XX1083003
- Bibliothèque nationale de France: cb142160132 (data)
- International Standard Name Identifier: 0000 0000 5926 1783
- Library of Congress Control Number: n2012019863
- Virtual International Authority File: 59295678
- WorldCat: E39PBJrgHRHYhYcymhmvF6Pmh3